# Ван Беббер, Джек
Джек Фрэнсис «Блэкджек» ван Беббер (англ. Jack Francis "Blackjack" van Bebber; 27 июля 1907, Перри, Оклахома, США — 13 апреля 1986, Перри, Оклахома, США) — американский борец вольного стиля, чемпион Олимпийских игр, трёхкратный чемпион США по версии ААА и трёхкратный чемпион США по версии NCAA.

## Биография
Родился на ферме близ городка Перри в большой семье. В шестилетнем возрасте попал в тяжёлую аварию на железной дороге, с повреждением сердца и лёгких. В течение двух лет восстанавливался, из-за чего в школу пошёл позднее.
В младших классах занялся борьбой. В средней школе играл футбольной команде. В 1927 году поступил в Оклахомский сельскохозяйственный и технический колледж (ныне университет Оклахомы). Был вынужден зарабатывать на жизнь различными занятиями, в том числе с 1929 по 1931 год ездил по стране с шоу борцов, и в эти же годы трижды победил на национальном университетском чемпионате.
На Летних Олимпийских играх 1932 года в Лос-Анджелесе боролся в категории до 72 килограмма (полусредний вес); титул оспаривали 9 человек. Выбывание из турнира проходило по мере накопления штрафных баллов. Схватку судили трое судей, за чистую победу штрафные баллы не начислялись, за победу решением судей при любом соотношении голосов начислялся 1 штрафной балл, за проигрыш решением 2-1 начислялись 2 штрафных балла, проигрыш решением 3-0 и чистый проигрыш карался 3 штрафными баллами.
Интересно то, что Ван Беббер перед решающей встречей четвёртого круга с Эйно Лейно, покинул зал, и за час до встречи находился в шести милях от зала. Две мили Ван Беббер бежал, а затем его подвёз водитель, узнавший борца.
| Круг | Соперник         | Страна    | Результат | Основание                | Время схватки |
| ---- | ---------------- | --------- | --------- | ------------------------ | ------------- |
| 1    | Рауль Лопес      | Мексика   | Победа    | Туше (0 штрафных баллов) | 2:21          |
| 2    | Бьорг Йенсен     | Дания     | Победа    | 3-0 (1 штрафной балл)    | -             |
| 3    | Данни Макдональд | Канада    | Победа    | 3-0 (1 штрафной балл)    | -             |
| 4    | Эйно Лейно       | Финляндия | Победа    | По очкам                 | -             |

После Олимпийских игр на некоторое время остался в Лос-Анджелесе, подрабатывая на складе магазина, в декабре 1932 года вернулся в Оклахому, в июле 1933 года окончил университет. Некоторое время по окончании работал тренером, а затем получил предложение от нефтяной компании Phillips Petroleum, в которой и работал до 1972 года (с 3,5-летним перерывом на службу в армии во время Второй мировой)
Введён в несколько почётных залов борьбы в США, в том числе в Национальный зал почёта борьбы.